# Castillo de Cervelló
El castillo de Cervelló se encuentra un poco apartado del centro antiguo del pueblo de Cervelló en la comarca catalana del Bajo Llobregat, al sur. Actualmente está en ruinas y sus muros escondidos entre la vegetación que lo rodea. Situado en una posición elevada, defendida naturalmente, sobre la iglesia de Santa María de Cervelló.

## Historia
El castillo se encuentra mencionado el 904, en una donación del conde Wifredo II de Barcelona en el monasterio de Sant Cugat. El conde lo utilizaba entonces de residencia. Más adelante se encuentra en otros documentos. Tradicionalmente se dice, sin que se pueda verificar su autenticidad, que este castillo, junto con el de Montcada, no fue tomado por los sarracenos y se salvó de la campaña de Almanzor del 985, incluso sirvió de refugio a los barceloneses.
En el 992 los condes Ramón Borrell de Barcelona y Ermengol I de Urgel vendieron el castillo con sus rentas y beneficios a Íñigo Arista Bonfill, del linaje de los Cervelló, desde entonces sirvió de sede de la familia y de la baronía.
En el siglo XIII los Cervelló se enfrentaron a la monarquía y en 1224 (en época de Guillermo I de Cervelló) Jaime I asedió el castillo trece días y lo tomó. Consta que en 1230 se volvió a consagrar la iglesia de San Esteban, posiblemente después de una reconstrucción hecha a consecuencia del asedio. Guillermo II volvió a enfrentarse al monarca, lo que hizo empobrecer las tierras. Aunque más adelante, en 1274, el sucesor de Guillermo II, Guerau II, volvió a rebelarse contra el poder. Finalmente, en 1297, vendió la baronía a Jaime II por 130.000 sueldos.
Jaime II, en 1309, canjeó el castillo con Sibila de Pallars por otras propiedades, en esa ocasión se hace constar que estaba casi en ruina. La baronía y el castillo fue cambiando de manos varias veces más.
En 1462 se fortificó. Aunque tuvo algún papel, militarmente hablando, dado que en 1714 se ordena su demolición. Posiblemente esté abandonado desde entonces.

## Las construcciones
El castillo era de planta muy alargada. Tenía la entrada a poniente, el lugar más accesible y mejor defendido, dado que el resto estaba protegido por la orografía del terreno. También al sur se encuentra el recinto soberano, con muros altos. El recinto inferior incluye una capilla de la que se ignora su advocación, y de la que se conservan las ruinas. También hay una sala con bóveda apuntada, conservada parcialmente.
Más abajo se encuentra la iglesia de San Esteban (ahora conocida como Santa María), probablemente edificada por los señores de Cervelló en el siglo XI.

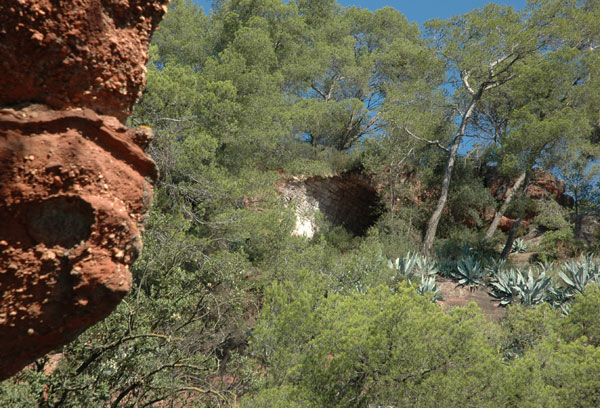
Ruinas del castillo
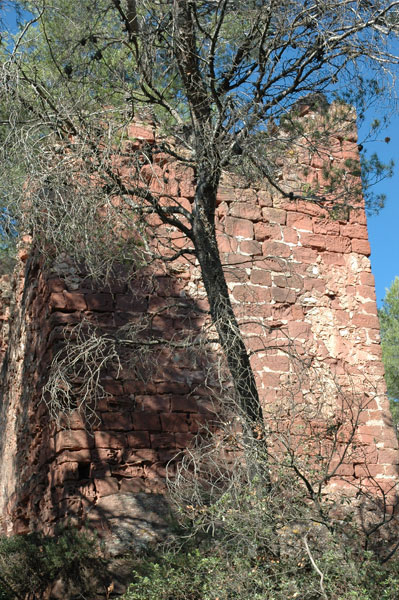
El recinto soberano
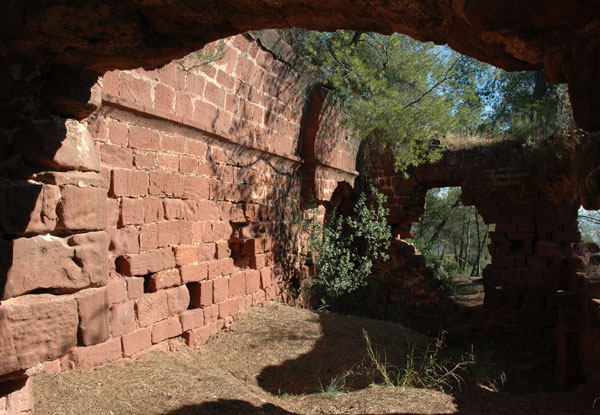
Ruinas de la capilla del castillo
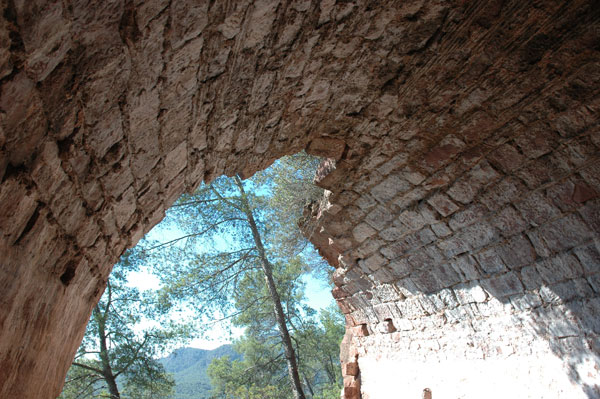
La sala con bóveda apuntada